# ReganBooks
ReganBooks était une collection de best-sellers fondée par la journaliste Judith Regan (en) en 1994 et disparue en 2006, et qui appartenait au groupe d'édition HarperCollins. Durant son existence, Regan fut appelée par le LA Weekly « l'éditeur le plus populaire du monde. » Cette division aurait gagné jusqu'à 120 millions de dollars par an. ReganBooks était spécialisée dans les livres de célébrités et les sujets à controverse, parfois tirés de tabloïds récents,.
Parmi ses titres majeurs, on trouve le livre de la star du cinéma pornographique Jenna Jameson How to Make Love Like a Porn Star (Comment faire l'amour comme une star du porno, 2004), des biographies du général Tommy Franks, du catcheur Mick Foley et du présentateur de radio Howard Stern, trois livres sur l'affaire Scott Peterson et ceux du commentateur politique Sean Hannity. Bien que finalement tombée entre les mains de Rupert Murdoch, ReganBooks refusait toute forme d'engagement politique, publiant aussi bien des livres critiques que favorables au président George W. Bush.
En août 2004, ReganBooks avait trois livres sur la liste des best-sellers du New York Times, dont les deux meilleurs livres non-fictionnels, et la marge de profit la plus élevée de HarperCollins.
En 2005, ReganBooks annonça des plans pour se déplacer de Manhattan à Los Angeles, ce qui en faisait un des premiers éditeurs majeurs à quitter la Côte Est pour la Côte Ouest,,.
En novembre 2006, ReganBooks annonça la publication du livre d'O.J. Simpson If I Did It (Si je l'ai fait) ; cette publication fut annulée par le président de News Corporation, Rupert Murdoch. Après cet incident, le magazine Newsweek affirma « Les jours de liberté de Regan sont presque certainement terminés » et Murdoch va resserrer son contrôle.
Le 15 décembre 2006, Judith Regan fut renvoyée de HarperCollins, accusée de commentaires antisémites. L'équipe de ReganBooks fut répartie dans les autres divisions d'HarperCollins. Le New York Times a expliqué que les bureaux de ReganBooks avaient été fermés et qu'« une Madame Regan étonnée s'était retrouvée face à des gardes de sécurité arrivés avec des cartons pour lui ordonner de partir. » Regan a poursuivi News Corporation pour 100 millions de dollars pour diffamation au sujet des accusations d'antisémitisme, affirmant qu'elles avaient été « entièrement fabriquées » ; en janvier 2008, News Corporation a conclu un accord mettant fin aux poursuites et déclaré publiquement « Après avoir attentivement considéré la question, nous acceptons la position de Madame Regan selon laquelle elle n'a rien dit qui soit de nature antisémite, et croyons même que Madame Regan n'est pas antisémite[réf. nécessaire]. »

## Quelques titres marquants
- Bodansky, Yossef. The Secret History of the Iraq War. (ReganBooks, 2005)  (ISBN 0-06-073680-1)
- Boortz, Neal; Linder, John. The FairTax Book. (ReganBooks, 2005)  (ISBN 978-0-06-087541-1)
- Bork, Robert H. Slouching Towards Gomorrah: Modern Liberalism and American Decline. (ReganBooks, 1996)  (ISBN 0-06-039163-4).
- Canseco, Jose. Juiced: Wild Times, Rampant 'Roids, Smash Hits, and How Baseball Got Big. (ReganBooks, 2005)  (ISBN 0-06-074640-8)
- Dickinson, Janice. No Lifeguard on Duty: The Accidental Life of the World's First Supermodel. (ReganBooks, 2002)  (ISBN 0-06-000946-2)
- Dux, Frank. The Secret Man: An American Warrior's Uncensored Story. (ReganBooks, 1996)  (ISBN 0-06-039152-9)
- Foley, Mick. Foley Is Good: And the Real World Is Faker than Wrestling. (ReganBooks, 2002)  (ISBN 0-06-103241-7)
- Gibson, John. Hating America: The New World Sport. (ReganBooks, 2005)  (ISBN 0-06-076051-6)
- Hannity, Sean. Deliver Us From Evil: Defeating Terrorism, Despotism, and Liberalism (ReganBooks, 2004)  (ISBN 0-06-058251-0)
- Hannity, Sean. Let Freedom Ring: Winning the War of Liberty over Liberalism (ReganBooks, 2002)  (ISBN 0-06-051455-8)
- Jameson, Jenna. How to Make Love Like a Porn Star: A Cautionary Tale. (ReganBooks, 2004)  (ISBN 0-06-053909-7)
- Maguire, Gregory. Wicked: The Life and Times of the Wicked Witch of the West. (ReganBooks, 1995)  (ISBN 0-06-039144-8)
- Payne, Patricia. Sex Tips from a Dominatrix. (ReganBooks, 1999)  (ISBN 0-06-039287-8)
- Simpson, O.J. If I Did It. (annulé en novembre 2006)
- Thompson, Paul. The Terror Timeline. (ReganBooks, 2004)  (ISBN 0-06-078338-9)
- Taormino, Tristan. Down and Dirty Sex Secrets. (ReganBooks, 2003)  (ISBN 0-06-098892-4)